# Nicole Calfan
Nicole Calfan (Neuilly-sur-Seine, Párizs, 1947. március 4. –) francia színésznő. Az 1960-as évek második felében kezdett filmezni. Kiegyensúlyozott, de alapvetően csendes művészi pályát mondhat magáénak, melyre a kiugró sikerek éppúgy nem jellemzők, mint a zajos botrányok. Nemzetközi viszonylatban nem tartozik az élvonalbeli francia színésznők közé, ezért életéről kevés információ került nyilvánosságra. Hazájában színpadi színésznőként is ismerik. 1998-ban Je n’irai pas jouer címmel megjelent első regénye.

## Pályafutása
Nicole Calfan Raymond Girard-nál tanulta a színészi mesterséget. 1968-ban hat évre a  Comédie-Française társulatához szerződött. Első filmjében – Les Poneyttes (1967) – a népszerű énekes házaspárral, Sylvie Vartannal és Johnny Hallydayjel szerepelt együtt. Pierre Étaix Le Grand Amour (1969) című filmjében Agnest, a kedves fiatal titkárnőt alakította, aki üde jelenlétével romantikus fantáziákat ébreszt középkorú főnökében. Nagy sikert aratott Jacques Deray Borsalino (1970) című gengszterfilmje, melynek cselekménye az 1930-as években játszódik. A sikerben oroszlánrésze volt a francia filmipar két nagyágyújának, Alain Delonnak és Jean-Paul Belmondónak, akik a főszerepeket játszották. Barátságuk néhány évre ugyan megszakadt, mivel Delon mint producer megszegte a Belmondóval kötött szerződést, ám mindketten megkedvelték a Ginette szerepét megformáló bájos Nicole-t, akivel a későbbiekben is dolgoztak együtt. Belmondo mindjárt a következő évben, Henri Verneuil valaha Magyarországon is sikerrel vetített krimijében, A betörésben (1971) együtt szerepelt Nicole-lal, bár a történet jellegéből adódóan a hangsúly a férfi szereplőkön – Belmondón kívül: Omar Sharif, Robert Hossein és Renato Salvatori – volt. Az angol filmjeivel ismertté vált amerikai rendező, Richard Lester Nicole Calfant is meghívta Spanyolországban forgatott kétrészes Dumas-adaptációja – A három testőr, avagy a királyné gyémántjai (1973), A négy testőr, avagy a Milady bosszúja (1974) – sztárjai közé. A színésznő játszotta az elvetemült szépasszony, Milady de Winter (Faye Dunaway) szobalányát, Kittyt, aki leleplezi d’Artagnan (Michael York) előtt úrnője kétszínűségét, sőt azt is elárulja neki, hol találja meg galád módon elrabolt szerelmesét, Constance-t (Raquel Welch). A derék gascogne-i testőr persze egy röpke pásztorórát azért a csinos szobalánnyal is eltölt.
Izgalmas bűnügyi dráma volt az Ölni szabad (1975) Dirk Bogarde, Ava Gardner, Bekim Fehmiu, Timothy Dalton és Frederic Forrest főszereplésével. Ebben a filmben Nicole Melissa Lascade szerepét játszotta. A következő szerepek egyike Salvador Allende elnök lányának megformálása volt Helvio Soto Santiago felett esik az eső (1976) című politikai drámájában, mely az Allende elleni puccs történetét idézi fel francia–bolgár koprodukcióban. További fontosabb szereplők: Jean-Louis Trintignant, Bibi Andersson, Annie Girardot, Laurent Terzieff és André Dussolier. Az 1940-es évek híres-hírhedt francia bűnözője, „Bolond Pierrot” és bandája történetéről szól a Pierrot bandája (1977) című film, melyben Nicole az Alain Delon játszotta főszereplő kedvesét alakította. A rendezői székben ismét Jacques Deray ült. Magyarországon is bemutatták a Luxusbordély Párizsban (1978) című filmet, amely egy fiatal utcalány, Georgette (Nicole Calfan) erotikus karrierjének története az 1930-as, 1940-es években. Az ambiciózus leányzó a legelőkelőbb párizsi bordély madame-jává küzdi fel magát, de azért az igazi szerelmet sem kell nélkülöznie, ami Paul (Francis Huster) személyében jelenik meg az életében. Alain Jessua a francia társadalom fonákságait dolgozta fel filmjeiben, gyakran bűnügyi köntösbe burkolva a társadalombírálatot. A kutyák (1979) című alkotásának helyszíne egy békés francia kisváros, ahová új orvos érkezik. Kiderül, hogy a helyiek őrző-védő kutyákkal védekeznek a fiatalkorúakból és bevándorlókból álló bandák ellen, ám az állatok veszélyesebbnek bizonyulnak, mint azok, akik ellen tartják őket. Calfan partnerei: Gérard Depardieu, Victor Lanoux és Fanny Ardant.
Az 1980-as évek terméséből érdemes kiemelni Nagisza Oshima bizarr filmjét, a Szerelmem, Maxot (1986), amelyben egy diplomatafeleség (Charlotte Rampling) egy gorilla iránt táplál gyengéd érzelmeket. Frank Oz A Riviéra vadorzói (1988) című vígjátéka két rivális szélhámos (Michael Caine és Steve Martin) mulatságos kalandjait meséli el a címbéli francia üdülőhelyen. Az 1990-es évektől kezdve Nicole Calfan inkább a televízió számára dolgozik, így például játszott a régi barátja, Alain Delon főszereplésével készült Frank Riva című sorozatban, melyet a magyar közönség is láthatott. Eljutott hazánkba a színésznő kései mozifilmjeinek egyike is, a Még mindig kamuzunk (2001), amelyben egy középosztálybeli anyóst formált meg. 2009-ben mutatják be Nicole egyik korábbi partnere, Francis Huster Un homme et son chien című rendezését, amely Vittorio De Sica A sorompók lezárulnak (1952) című klasszikusának remake-je. A főszerepet Jean-Paul Belmondo alakítja, partnerei között Nicole Calfan mellett felbukkan Charles Aznavour, Françoise Fabian, Max von Sydow, Tchéky Karyo, Micheline Presle és a régi barát, Alain Delon fia, Anthony.

## Válogatott filmográfia
- 2022: A hónap dolgozója (Irréductible)
- 2019: Gyilkosságok Franciaországban (Meurtres à…), tévésorozat; Meurtres en Cotentin c rész
- 2012: A legjobb nyaraim (Nos plus belles vacances)
- 2009: Egy ember és kutyája (Un homme et son chien)
- 2007: La promeneuse d’oiseaux (tévéfilm)
- 2005: Három nő, egy nyári este (3 femmes… un soir d’été) (tévésorozat)
- 2005: Malone (tévésorozat, a La promesse de l’ours című epizódban)
- 2005: Le proc (tévésorozat, a Danger Public című epizódban)
- 2005: Femmes de loi (tévésorozat, a Meutre à la carte című epizódban)
- 2004: Commissaire Valence (tévésorozat, a L’amour d'un flic című epizódban)
- 2002–2004: Navarro (tévésorozat, az Une affaire brûlante és a La peau du mulet című epizódokban)
- 2004: Nuit noire
- 2003: Frank Riva (tévésorozat, a Le dernier des trois, a La croix étoilée és a L’homme de nulle-part című epizódban)
- 2002: Chère fantôme (tévéfilm)
- 2002: Une employée modèle
- 2001: L’étrange monsieur Joseph (tévéfilm)
- 2001: Még mindig kamuzunk (La vérité si je mens! 2)
- 1999: Le cordier, juge et flic (tévésorozat, a Piège à minuit című epizódban)
- 1998: Le bahut (tévésorozat, az Haute pression című epizódban)
- 1993: Les grandes marées (tévésorozat)
- 1988: A Riviéra vadorzói (Dirty Rotten Scoundrels)
- 1987: Uraságod már kissé élemedett (L’âge de Monsieur est avancé)
- 1986: Szerelmem, Max (Max mon amour)
- 1985: Le seul témoin (tévéfilm)
- 1985: Un jour ou l’autre
- 1984: Allô Béatrice (tévésorozat, a Charmant week-end című epizódban)
- 1982: Les p’tites têtes
- 1982: Les invités (tévéfilm)
- 1982: T’es folle ou quoi?
- 1982: Le sang des tropiques
- 1980: Sam és Sally (Sam et Sally), tévésorozat, 6 epizódban
- 1979: Kutyák (Les chiens)
- 1978: Vas-y maman
- 1978: Luxusbordély Párizsban (One, Two, Two: 122, rue de Provence)
- 1977: Le naufrage de Monte-Cristo (tévéfilm)
- 1977: Pierrot bandája (Le Gang)
- 1976: Au théâtre ce soir (tévésorozat, a La femme de paille című epizódban)
- 1976: Histoire de rire (tévéfilm)
- 1976: La jalousie (tévéfilm)
- 1976: Santiago felett esik az eső (Il pleut sur Santiago)
- 1975: Ölni szabad (Permission to Kill)
- 1975: Synomosia sti Mesogeio
- 1974: A négy testőr, avagy a Milady bosszúja (The Four Musketeers)
- 1974: Les Chinois à Paris
- 1973: Arsène Lupin (tévésorozat, a L’homme au chapeau noir című epizódban)
- 1973: A három testőr, avagy a királyné gyémántjai (The Three Musketeers)
- 1973: Nehézfiúk (Les hommes)
- 1973: Moi y’en a vouloir des sous
- 1972: Ruy Blas (tévéfilm)
- 1971: A betörés (Le casse)
- 1971: Êtes-vous fiancée à un marin grec ou à un pilote de ligne?
- 1970: Borsalino
- 1969: Le grand amour
- 1968: Ambroise Paré (tévéfilm)
- 1967: Les poneyttes